# Brusenkamp
Der Brusenkamp (I) ist eine Siedlung im Ortsteil Nordlünen der nordrhein-westfälischen Stadt Lünen und gehört dem Verband Wohneigentum, ehemals deutscher Siedlerbund, Westfalen-Lippe e. V., an. Die Gemeinschaft wurde 1975 gegründet.

## Geschichte

### Von Grevenloe bis Brusenkamp
Das Gebiet des heutigen Brusenkamps wurde vor einigen hundert Jahren noch Grevenloe oder Grafenwald, auch Gravelloch, genannt.
Die Gegend in Nordlünen war dünn besiedelt. Auf dem erhöht liegenden Gelände am Rande des Lippetals wurden die ersten Wohnstätten errichtet. Für die dort angesiedelten Bauern war seinerzeit die Haupternährungsquelle die Viehhaltung. Die Tiere fanden in Heide und Wald genügend Nahrung.
Als später dann der Körneranbau mehr und mehr in den Vordergrund trat, eignete sich der Boden an den meisten Stellen nicht mehr dafür. Gutes Ackerland aber bot sich in dem nach Cappenberg hinziehenden Gelände an. Aus Gründen der Zweckmäßigkeit erbauten die Bauern damals am Südrand der Ackerflur ihre Wohnungen und Stallungen. Auf engstem Raum, nur durch Gärten und kleine Kämpe, Weideflächen für das Jungvieh, voneinander getrennt, reihten sich die Gehöfte aneinander. Gruppensiedlung wurde diese Siedlungsform genannt.
Die Gruppensiedlung hatte gegenüber dem Einzelhof viele Vorteile. Sie förderte das Gemeinschaftsleben und bot Schutz und Hilfe in Zeiten der Not. Insgesamt sieben Höfe gehörten um 1550 zu dieser Siedlung.
Der heutige Brusenkamp gehörte zu den Ackerflächen der Bauern. Noch heute schwärmen ehemalige Eigner von dem fruchtbaren Boden. Es gab keinerlei Aufschüttungen oder Bodenverfüllungen, wie man sie heute in verschiedenen Neubaugebieten vorfindet.
Bei der Brusenkamp-Planung der Gemeinde Altlünen hieß diese Fläche noch Hinterste und Vornste Woerden. Auf den Namen Brusenkamp kam man vermutlich, da der Wind auf den flachen Wiesen und Feldern peitschte und brauste. Vom brausenden Kamp wurde dann wahrscheinlich der Name Brusenkamp abgeleitet.

### Nach der Gebietsreform 1975
Bis zur Gebietsreform 1975 gehörte der Brusenkamp noch zu Altlünen und somit zum Amt Bork im Kreis Lüdinghausen. Davor versuchte man, auch im Bereich des Brusenkamps I ein Ortszentrum und ein Rathaus für Altlünen einzurichten. Der Bau wurde nicht umgesetzt, da Altlünen am 1. Januar 1975 nach Lünen eingemeindet wurde. Mit dem Bau des Hallenbades Altlünen begann man trotzdem 1972. Dieses wurde wegen der Errichtung eines neuen Zentralbades in Lünen-Nord im Laufe des Jahres 2011 geschlossen und abgerissen. Auf dem Gelände des früheren Hallenbades entsteht bis 2018 hochwertige Wohnbebauung.
Die ersten Planungen begannen Anfang 1960. Bis zum Bau der ersten Häuser vergingen fast fünfzehn Jahre. Es dauerte bis in die neunziger Jahre, bis der Brusenkamp I komplett bebaut war. Ursprünglich sollte der Brusenkamp I allerdings nur eine Flachdach-Siedlung werden. Allerdings ging aus dem Brusenkamp später doch eine Siedlung mit Spitzdächern hervor, da viele Häuser von Mitarbeitern der ehemaligen Gewerkschaft Eisenhütte Westfalia, heute Caterpillar, gebaut worden sind. Die Straßennamen im Brusenkamp I sind nach Komponisten wie Bruckner, Mozart usw. benannt worden.
Die später erschlossene Fläche des östlich gelegenen Brusenkamps II, bebaut überwiegend mit Mehrfamilienhäusern, weist nur noch sehr wenige freie Flächen auf. Heute gehören diese Siedlungsbereiche zu den gefragten Wohngebieten Lünens. Geschäfte der Nahversorgung sind in näherer Umgebung vorhanden.

## Der Brusenkamp heute
2004 wurde der Brusenkamp I bei der Aktion „Die beste Siedlung 2004“ des bundesweit größten Landesverbandes Nordrhein-Westfalen im Verband Wohneigentum mit dem dritten Platz für besondere Leistungen bei der Pflege und Ausgestaltung der Siedlung ausgezeichnet. Im Brusenkamp II befinden sich neben Einfamilienhäusern überwiegend Mehrfamilienhäuser.
2007 gehören der Siedlergemeinschaft 350 Mitgliedsfamilien an. Im Brusenkamp I wohnen ca. 300 Familien mit mehr als 1200 Personen, im Brusenkamp II ca. 400 Familien mit mehr als 2000 Personen. Die Grenze zwischen den beiden Wohngebieten ist der Krempelbach. Außerdem befinden sich das Gymnasium Altünen und die Realschule Altlünen zwischen den beiden Siedlungen.

### Glasfasernetz
Seit 2008 hat der Hammer Internetanbieter HeliNet Telekommunikation GmbH & Co. KG im Bereich des Brusenkamps das Projekt City2020 gestartet. Dieses sieht vor, den Brusenkamp I und II mit einem Glasfasernetz auszurüsten.
Insgesamt werden im Brusenkamp 52 km des Glasfaserkabels verlegt. Es bietet den Anwohnern schnelleres Surfen im Internet und digitales Fernsehen. Die Bauarbeiten im Brusenkamp wurden bis zum Frühjahr 2009 abgeschlossen. Fast 1000 Haushalte wurden mit dieser Technik ausgerüstet. Auch in Kamen und Hamm werden durch das Projekt City2020 Haushalte mit der modernen Technologie ausgerüstet.